# Pasirluyu
Pasirluyu is een bestuurslaag in het regentschap Kota Bandung van de provincie West-Java, Indonesië. Pasirluyu telt 16.731 inwoners (volkstelling 2010).